# Flucythrinat
Flucythrinat ist ein Gemisch von isomeren chemischen Verbindungen aus der Gruppe der Pyrethroide und ein Analogon von Fenvalerat.

## Gewinnung und Darstellung
Flucythrinat kann durch eine mehrstufige Reaktion von p-Kresol mit Chlordifluormethan, Brom, Natriumcyanid, 2-Chlorpropan, Natriumhydroxid, Kaliumhydroxid und Thionylchlorid gewonnen werden.

## Eigenschaften
Flucythrinat ist eine farblose Flüssigkeit. Das technische Produkt ist eine braune Flüssigkeit mit schwachem Geruch. Die Verbindung ist stabil, hydrolysiert jedoch rasch unter alkalischen Bedingungen.

## Verwendung
Flucythrinat wird als Insektizid und Akarizid verwendet. Die Wirkung beruht auf der Beeinflussung der Natriumkanäle.

## Zulassung
Flucythrinat war zwischen 1984 und 1992 in der DDR zugelassen.
Die EU-Kommission entschied 2002, Flucythrinat nicht in die Liste der zulässigen Pflanzenschutzmittel-Wirkstoffe nach Anhang I der Richtlinie 91/414/EWG aufzunehmen.
In Deutschland, Österreich und der Schweiz sind keine Pflanzenschutzmittel mit diesem Wirkstoff zugelassen.